# 芝崎唯奈
芝崎 唯奈（しばさき ゆいな、1993年3月11日 - ）は、日本の元女性タレント、元グラビアアイドル。大阪府出身、元ライジングプロダクション所属。

## 略歴
子役として芸能活動を開始し、NHK教育テレビの学校放送番組「みてハッスルきいてハッスル」にサエ役として出演（2004年4月～2005年9月）。また、びわ湖放送の「うぉーたんのこどもプラスワン」（2004年）にもレギュラーとして出演していた。
10代後半からは、モデルやグラビアアイドルとして活動の幅を広げ、2011年、「フォトジェニックジャパンコンテスト2011」で日刊スポーツ賞を受賞。同年、生まれ育った大阪より上京し、月刊カメラマンのレギュラーモデルとなった。
「ミスヤングチャンピオン2012」ではファイナリストとなった。
2014年からは原宿Styleに所属し、後にライジングプロダクションに所属。
2019年3月31日を以って芸能界を引退した。

## 出演

### テレビ
- みてハッスルきいてハッスル（2004年4月 - 2005年5月、NHK教育テレビ） - サエ 役
- うぉーたんのこどもプラスワン（2004年、びわ湖放送）
- オーマイガー（2011年、千葉テレビ放送）
- 衝撃ゴウライガン（2013年、テレビ東京）
- 超流派（2013年10月4日、テレビ東京）
- 地獄先生ぬ〜べ〜（2014年、日本テレビ） - 桐原玲子 役
- 志村座（2014年10月16日、フジテレビ）
- Huluオリジナルドラマ でぶせん テレビ版（2016年8月20日 - 、日本テレビ） - 麻生祥子 役[2]
- 妖ばなし 第19話（2018年2月10日、TOKYO MX） - 川姫 役

### DVD
- はにかみスマイル（2012年5月25日、竹書房）
- あっ！「ゆいな」だ！（2012年8月31日、彩文館出版）
- アイドルワン 芝崎唯奈 ゆいナチュラ（2013年1月20日 ラインコミュニケーションズ）
- ミスヤンチャン学園・飯田橋女子高校〜とどけ！乙女の想い〜KISS部（2013年2月3日）

### 映画
- ミスヤンチャン学園・飯田橋女子高校〜とどけ!乙女の想い〜KISS部（2013年1月30日、監督：ウンノヨウジ） - 唯奈 役[3]
- 死んで、呪って、恋して。（2014年8月） - 実夏 役

### 配信ドラマ
- でぶせん（2016年8月配信、Hulu） - 麻生祥子 役[4]

### 電子書籍
- 芝崎唯奈「ゆいナチュラ」